# Bombelbas
Bombelbas is een jaarlijks festival voor folk, dat gehouden wordt op een weide aan de Bevegemse Vijvers in de Belgische plaats Zottegem. Het festival werd voor het eerst georganiseerd in 2018. Door de coronapandemie ging de editie in 2020 niet door.
Artiesten die optraden op Bombelbas zijn onder andere Jan De Smet, De Mens, Berlaen, Flip Kowlier en Mama's Jasje.